# The Platinum Collection (álbum de Héroes del Silencio)
The Platinum Collection es la colección de platino del grupo de rock español Héroes del Silencio, recopilado en 3 CD, cuenta con 30 éxitos y 12 canciones nunca antes publicadas, grabadas en directo o en formato acústico. Incluye un completo y extenso libreto.
También contiene los vídeos en 2 DVD, contiene imágenes de Héroes del Silencio con la colección completa de sus videoclips; además: conciertos en directo, entrevistas, documentales, biografía y galería de fotos.
Salió en 2006 con el sello de EMI. La reedición en 2007, por la gira de retorno, hizo llegar el triple álbum al número diez en listas de ventas.

## Lista de canciones (CD)[1]
'Todos las conciones compuestas por Andreu/Bunbury/Cardiel/Valdivia, excepto donde se indica.
| CD 1 \| N.º \| Canción \| Compositor(es) \| Duración \| \| --- \| ---------------------------------- \| ------------------------------------------- \| -------- \| \| 1. \| "Entre dos tierras" \| \| 6:08 \| \| 2. \| "Mar adentro" \| \| 3:59 \| \| 3. \| "Maldito duende" \| \| 4:13 \| \| 4. \| "Iberia sumergida" \| Andreu/Bunbury/Cardiel/Valdivia/Boguslavsky \| 5:17 \| \| 5. \| "La sirena varada" \| \| 4:16 \| \| 6. \| "Apuesta por el Rock'N'Roll" \| Mauricio Aznar/Gabriel Sopeña \| 3:49 \| \| 7. \| "Deshacer el mundo" \| Andreu/Bunbury/Cardiel/Valdivia/Boguslavsky \| 4:46 \| \| 8. \| "La herida" \| \| 6:55 \| \| 9. \| "Flor venenosa" \| \| 4:08 \| \| 10. \| "La chispa adecuada" (Bendecida 3) \| Andreu/Bunbury/Cardiel/Valdivia/Boguslavsky \| 5:26 \| \| 11. \| "Despertar" \| \| 2:53 \| \| 12. \| "Avalancha" \| Andreu/Bunbury/Cardiel/Valdivia/Boguslavsky \| 5:56 \| \| 13. \| "Opio" \| Andreu/Bunbury/Cardiel/Valdivia/Boguslavsky \| 6:18 \| \| 14. \| "Tesoro" \| \| 2:19 \| \| 15. \| "Los placeres de la pobreza" \| \| 4:58 \| |                                    |                                             |          |
| N.º | Canción                            | Compositor(es)                              | Duración |
| 1. | "Entre dos tierras"                |                                             | 6:08     |
| 2. | "Mar adentro"                      |                                             | 3:59     |
| 3. | "Maldito duende"                   |                                             | 4:13     |
| 4. | "Iberia sumergida"                 | Andreu/Bunbury/Cardiel/Valdivia/Boguslavsky | 5:17     |
| 5. | "La sirena varada"                 |                                             | 4:16     |
| 6. | "Apuesta por el Rock'N'Roll"       | Mauricio Aznar/Gabriel Sopeña               | 3:49     |
| 7. | "Deshacer el mundo"                | Andreu/Bunbury/Cardiel/Valdivia/Boguslavsky | 4:46     |
| 8. | "La herida"                        |                                             | 6:55     |
| 9. | "Flor venenosa"                    |                                             | 4:08     |
| 10. | "La chispa adecuada" (Bendecida 3) | Andreu/Bunbury/Cardiel/Valdivia/Boguslavsky | 5:26     |
| 11. | "Despertar"                        |                                             | 2:53     |
| 12. | "Avalancha"                        | Andreu/Bunbury/Cardiel/Valdivia/Boguslavsky | 5:56     |
| 13. | "Opio"                             | Andreu/Bunbury/Cardiel/Valdivia/Boguslavsky | 6:18     |
| 14. | "Tesoro"                           |                                             | 2:19     |
| 15. | "Los placeres de la pobreza"       |                                             | 4:58     |

|
CD 2
| N.º | Canción                  | Compositor(es)                              | Duración |
| --- | ------------------------ | ------------------------------------------- | -------- |
| 1.  | "Nuestros nombres"       |                                             | 5:56     |
| 2.  | "Héroe de leyenda"       |                                             | 4:11     |
| 3.  | "Con nombre de guerra"   |                                             | 4:17     |
| 4.  | "En brazos de la fiebre" | Andreu/Bunbury/Cardiel/Valdivia/Boguslavsky | 4:45     |
| 5.  | "Fuente esperanza"       |                                             | 4:46     |
| 6.  | "Flor de loto"           |                                             | 6:15     |
| 7.  | "Oración"                |                                             | 4:06     |
| 8.  | "No más lágrimas"        |                                             | 3:30     |
| 9.  | "La carta"               |                                             | 3:05     |
| 10. | "Malas intenciones"      |                                             | 3:46     |
| 11. | "El camino del exceso"   |                                             | 5:35     |
| 12. | "Agosto"                 |                                             | 4:20     |
| 13. | "Hace tiempo"            |                                             | 4:31     |
| 14. | "Virus"                  | Andreu/Bunbury/Cardiel/Valdivia/Boguslavsky | 4:35     |
| 15. | "Senda"                  |                                             | 3:59     |

|}
| CD 3 \| N.º \| Canción \| Compositor(es) \| Duración \| \| --- \| ------------------------------------------------ \| ------------------------------------------- \| -------- \| \| 1. \| "Héroe de leyenda" (Versión acústica) \| \| 5:19 \| \| 2. \| "Con nombre de guerra" (Versión acústica) \| \| 4:25 \| \| 3. \| "Deshacer el mundo" (En directo) \| Andreu/Bunbury/Cardiel/Valdivia/Boguslavsky \| 5:20 \| \| 4. \| "La sirena varada" (Versión acústica) \| \| 4:22 \| \| 5. \| "La herida" (Versión acústica) \| \| 5:25 \| \| 6. \| "El mar no cesa" (En directo) [Versión Platinum] \| \| 3:22 \| \| 7. \| "La carta" (Versión acústica) \| \| 4:47 \| \| 8. \| "El estanque" (En directo) [Versión Platinum] \| \| 4:27 \| \| 9. \| "La sirena varada" (Versión acústica 2) \| \| 5:31 \| \| 10. \| "Iberia sumergida" (Versión acústica) \| Andreu/Bunbury/Cardiel/Valdivia/Boguslavsky \| 5:31 \| \| 11. \| "Iberia sumergida" (En directo Rock´am´Ring) \| Andreu/Bunbury/Cardiel/Valdivia/Boguslavsky \| 5:24 \| \| 12. \| "El camino del exceso" (En directo Rock´am´Ring) \| \| 5:52 \| |                                                  |                                             |          |
| N.º | Canción                                          | Compositor(es)                              | Duración |
| 1. | "Héroe de leyenda" (Versión acústica)            |                                             | 5:19     |
| 2. | "Con nombre de guerra" (Versión acústica)        |                                             | 4:25     |
| 3. | "Deshacer el mundo" (En directo)                 | Andreu/Bunbury/Cardiel/Valdivia/Boguslavsky | 5:20     |
| 4. | "La sirena varada" (Versión acústica)            |                                             | 4:22     |
| 5. | "La herida" (Versión acústica)                   |                                             | 5:25     |
| 6. | "El mar no cesa" (En directo) [Versión Platinum] |                                             | 3:22     |
| 7. | "La carta" (Versión acústica)                    |                                             | 4:47     |
| 8. | "El estanque" (En directo) [Versión Platinum]    |                                             | 4:27     |
| 9. | "La sirena varada" (Versión acústica 2)          |                                             | 5:31     |
| 10. | "Iberia sumergida" (Versión acústica)            | Andreu/Bunbury/Cardiel/Valdivia/Boguslavsky | 5:31     |
| 11. | "Iberia sumergida" (En directo Rock´am´Ring)     | Andreu/Bunbury/Cardiel/Valdivia/Boguslavsky | 5:24     |
| 12. | "El camino del exceso" (En directo Rock´am´Ring) |                                             | 5:52     |

## Lista de canciones (DVD)[2]
| N.º | Título                             |
| --- | ---------------------------------- |
| 1.  | "Mar Adentro"                      |
| 2.  | "Entre Dos Tierras"                |
| 3.  | "Maldito Duende"                   |
| 4.  | "Con Nombre de Guerra"             |
| 5.  | "Nuestros Nombres"                 |
| 6.  | "La Herida"                        |
| 7.  | "La Sirena Varada"                 |
| 8.  | "Los Placeres de la Pobreza"       |
| 9.  | "Flor de Loto"                     |
| 10. | "Iberia Sumergida"                 |
| 11. | "La Chispa Adecuada"               |
| 12. | "Avalancha"                        |
| 13. | "Maldito Duende" (En directo)      |
| 14. | "Deshacer el mundo" (En directo)   |
| 15. | "Documental: El Espíritu del Vino" |
| 16. | "La Herida" (Making of)            |
| 17. | "Documental: Avalancha"            |
| 18. | "Avalancha" (En el estudio)        |
| 19. | "Gira 96"                          |
| 20. | "Rarezas"                          |
| 21. | "Biografía"                        |
| 22. | "Galería de fotos"                 |

| N.º | Título                                       |
| --- | -------------------------------------------- |
| 1.  | "Intro/Maldito Duende" (Live Version 1993)   |
| 2.  | "El Mar No Cesa" (Live Version 1993)         |
| 3.  | "Hechizo" (Live Version 1993)                |
| 4.  | "Flor de Loto" (Live Version 1993)           |
| 5.  | "Oración" (Live Version 1993)                |
| 6.  | "Tumbas de Sal" (Live Version 1993)          |
| 7.  | "Hace Tiempo" (Live Version 1993)            |
| 8.  | "Entre Dos Tierras" (Live Version 1993)      |
| 9.  | "Bendecida" (Live Version 1993)              |
| 10. | "La Herida" (Live Version 1993)              |
| 11. | "Sangre Hirviendo/Outro" (Live Version 1993) |
| 12. | "Intro/Iberia Sumergida" (Live Version 1995) |
| 13. | "¡Rueda, Fortuna!" (Live Version 1995)       |
| 14. | "Sirena Varada" (Live Version 1995)          |
| 15. | "Parasiempre" (Live Version 1995)            |
| 16. | "Maldito Duende" (Live Version 1995)         |
| 17. | "Oración" (Live Version 1995)                |
| 18. | "Nuestros Nombres" (Live Version 1995)       |
| 19. | "Entre Dos Tierras" (Live Version 1995)      |
| 20. | "Avalancha" (Live Version 1995)              |
| 21. | "Mar Adentro" (Live Version 1995)            |
| 22. | "Decadencia" (Live Version 1995)             |